# مالزی‌کینی

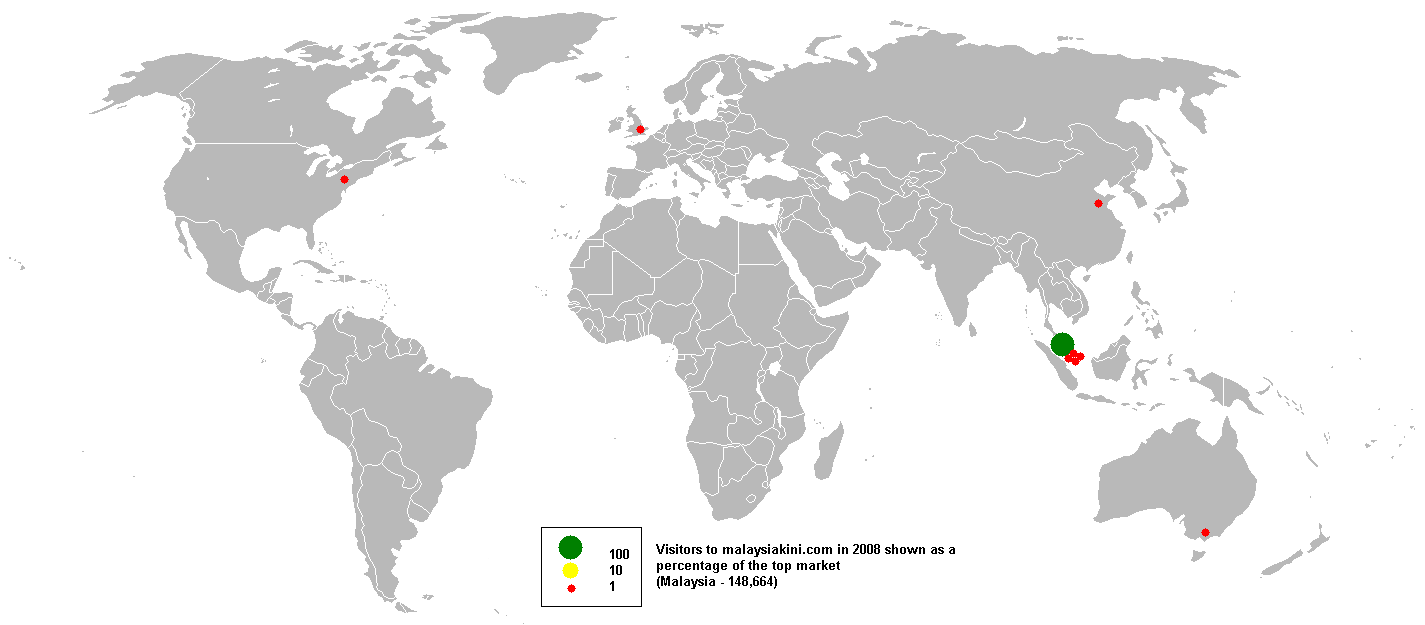
بازدیدکنندگان از malaysiakini.com در سال ۲۰۰۸.

مالزی‌کینی یک درگاه وب خبری آنلاین در مالزی است که در سال ۱۹۹۹ تأسیس شد. این پُرتال مطالب خود را به زبان‌های مالایی، انگلیسی، چینی و تامیل منتشر می‌کند و یکی از پربیننده‌ترین پورتال‌های خبری در مالزی است.
در زمان تأسیس آن در سال ۱۹۹۹، رسانه‌های پخش برنامه و چاپی مرسوم به شدت تحت نظارت و کنترل دولت تحت قدرت ائتلاف سیاسی باریسان ناسیونال قرار داشتند. مالزی‌کینی مدعی شد که تلاش خواهد کرد تا دیدگاه مستقلی را بدون دخالت و محدودیت‌ها از سوی سهامداران، تبلیغ‌کنندگان یا دولت به دست آورد.
مالزی‌کینی مستقل از مالزی‌نو است که یک وب سایت خبری رقیب بسیار کوچکتر می‌باشد که از معادل ترجمه انگلیسی واژه مالزی‌کینی (یعنی Malaysianow) به عنوان نام وب سایت خود استفاده کرده است.